# Pierre de Sève (peintre)
Ne doit pas être confondu avec Pierre de Sève
Pierre de Sève, ou Pierre I Sève, est un peintre français né à Moulins en 1623 ou 1628 d'après l'acte de baptême, et mort à Paris le 19 novembre 1695.

## Biographie
Pierre Sève est le frère puîné de Gilbert de Sève. Il a été baptisé à Moulins le 8 mars 1628, fils de Gilbert Sève, maître peintre à Moulins, et de Simone Brelier.
Pierre Sève est reçu à l'Académie royale de peinture et de sculpture le 14 avril 1663 avec comme sujet de tableau Sur la Paix des Pyrénées traitée allégoriquement - Le Temps découvre la peinture et la sculpture en présence d'Apollon, accompagnée de la Paix, qui fait espérer l'abondance. Cette réception n'est confirmée que le 4 janvier 1665, quand il a présenté le tableau à l'Académie sur le sujet proposé. Le 4  juillet de la même année il est élu adjoint à professeur. Le 27 août 1667, il est nommé professeur « par provision » le mois suivant. Le 13 octobre 1668, Pierre de Sève et Louis Lerambert ont promis de faire les fonctions de professeur jusqu'à la fin de l'année. Le 3 décembre 1672, il est nommé professeur de l'Académie. La même année, il a fait partie des 13 académiciens qui ont travaillé sur le catafalque réalisé sous la conduite de Charles Le Brun pour le service solennel pour Pierre Séguier du 5 mai 1672.
Il travaille au château de Versailles entre 1675 et 1689.
À partir de 1681, il travaille avec son frère, Gilbert de Sève, à la manufacture des Gobelins comme l'écrit l'abbé de Marolles :
Là se voit de Moulins, le jeune peintre Sève,
Secondant de Gilbert, son frère, le cerveau
D'une manière artiste et qui souvent enlève.
Le 26 juin 1686 il est nommé adjoint recteur de l'Académie. Le 25 septembre 1688 il fait fonction de recteur de l'Académie pour la distribution des prix. Le 16 décembre 1690, l'Académie considère que son état de santé ne lui permet plus de remplir ses fonctions de professeur et l'en a déchargé et nommé dans la classe des anciens conseillers-professeurs. Son état de santé ne lui permet plus d'assister aux réunions de l'Académie à partir de 1692.
L'acte de décès rapporté par Octave Fidière indique : Pierre de Sève le Jeune, ancien Conseiller et Professeur de l'Académie Royale de Peinture et de Sculpture, décédé le 20 novembre 1695, âgé de 72 ans, dans l'hôpital des Incurables, où il gist. Le compte-rendu de la réunion de l'Académie royale de peinture et de sculpture du 26 novembre 1695 rapporte que Pierre de Sève le jeune est décédé le 19 novembre et qu'il a été inhumé le 20 novembre.

## Famille
- Gilbert Sève, maître peintre de Moulins, marié à Geneviève Brelier,
  - Gilbert de Sève est né à Moulins. L'abbé Michel de Marolles (1600-1681) a écrit qu'il était aidé par son frère cadet, Pierre, dans les travaux qu'il exécutait aux Gobelins. Gilbert de Sève s'est marié deux fois. De son premier mariage avec Simonne Beolier dont il a eu un fils :
    - Pierre II Sève, peintre du roi, s'est marié le 22 septembre 1668 avec Louise du Couldray ;

  - Gibert de Sève devenu veuf s'est remarié le 22 septembre 1650 avec Catherine Laurent dont il a eu :
    - Françoise Nicole Marie de Sève, baptisée, âgée de 5 ans, le 26 octobre 1655 ;
    - François de Sève, baptisé le 27 mars 1658, ayant pour parrain « Messire Michel-François Le Tellier, seigneur de Louvois, secrétaire d'État en survivance de son père ».

  - Pierre de Sève, Pierre I Sève, peintre d'histoire, reçu à l'Académie royale de peinture et de sculpture comme peintre d'histoire le 14 avril 1663. Ancien conseiller et professeur à l'Académie royale.
    - Nicolas Sève.